# Лозова плазмопара
Лозовата плазмопара (Plasmopara viticola), известна още като лозова мана, е паразитна гъба по гроздето, причинител на заболяването лозова мана. Тя напада зелените части на диворастящите и културните видове лоза и живее между клетките на техните тъкани. Мицелът ѝ е безцветен, разклонен, с торбичковидни хаустри, които навлизат в клетките на нападнатото растение и изсмукват от тях готови хранителни вещества.

## Мана
Първи симптоми на лозовата мана са появата на малки, закръглени, жълто-зелени участъци по младите листа. По-късно петната се издуват и набръчкват нагоре. В тези вдлъбнатини се развива хифата на паразитната гъба, която напдобява бяла паяжина, покрита с прах. От тях се развиват снопчета от 3 – 6 зооспороносни хифи. По тях се развиват безцветни зооспорангии, чрез които лозовата плазмопара се размножава безполово през пролетта и лятото. През есента, когато лозовите листа засъхват, гъбата образува жълти до кафяви ооспори. Те имат дебела обвивка и позволяват на гъбата да презимува. Ооспорите извършват първичните заразявания напролет. За да покълнат, им е необходимо въздействието на ниски температури. Условията за поникване са температура от 11 до 30 °C, влажност на почвата над 70% от ППВ и превалявания в продължение на 2 – 3 дни. Напролет, когато се развият първите листа на гостоприемника, ооспорите се пробуждат, образуват зооспори и при благоприятни условия причиняват първичното заразяване на лозите.
Растенията са най-чувствителни през периода на формиране на ресите до наедряване на зърната до големина на грахово зърно. Честите превалявания, росите и мъгливото време, ниските температури, гъстите насаждения, голямото заплевеляване, едностранчивото азотно торене и др. спомагат за силно развитие на мана.
Лозовата палмопара е пренесена в Европа с лозов посадъчен материал от Северна Америка през 1874 г. Попада първо във Франция и се разпространява бързо във всички лозарски райони на Европа. От икономическа гледна точка това е най-сериозната болест по тези растения в България.

## Галерия
- Лозов лист, заразен със зооспори
- Лозов лист с развити ооспори
- Микроскопско увеличение на спорангиите